# Cromonă
Cromona (sau 1,4-benzopirona) este un compus organic derivat de benzopiran ce conține o grupă cetonică la nivelul nucleului piranic. Este izomer cu cumarina.